# Bryndza Podhalańska

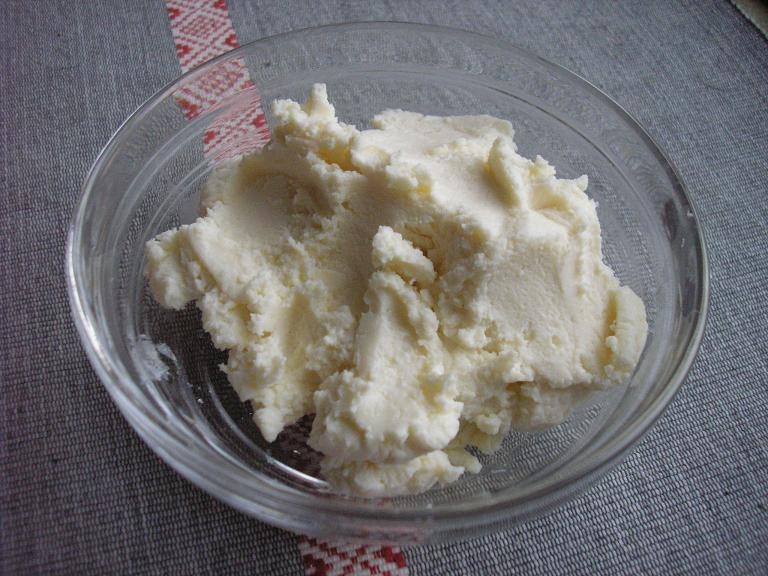
Queso Bryndza Podhalańska

Bryndza Podhalańska es un queso polaco con denominación de origen protegida a nivel europeo (DOP) por el Reglamento (CE) n.º 642/2007 de la Comisión de 11 de junio de 2007 .

## Zona de producción
La zona de producción del queso «Bryndza Podhalańska» se encuentra en el territorio de los distritos de Nowy Targ y Tatra y en el territorio de seis municipios del distrito de Żywiec: Milówka, Węgierska Górka, Rajcza, Ujsoły, Jeleśnia y Koszarawa. El nombre tradicional de esta región es «Podhale» y de ahí el nombre «Bryndza Podhalańska». 

## Historia
Las referencias más antiguas al queso «bryndza» se remontan al año 1527. El bryndza se usaba como medio de pago, o uno de los componentes de pago de tributos (1633). En la literatura se pueden encontrar numerosas descripciones del método de elaboración del queso, así como referencias a sus precios en diferentes años. La elaboración de los quesos de oveja era, durante siglos, un elemento esencial que acompañaba la actividad de pastoreo de ovejas en la región de Podhale. Los pastores que salían con sus ovejas en busca de los pastos de montaña pasaban allí varios meses. Durante todo este tiempo se alimentaban casi exclusivamente de leche de oveja y sus derivados.

## Elaboración
La leche usada para la producción procede de las ovejas de raza «Polska Owca Górska» (oveja polaca de montaña). En caso de que se utilice, la leche de vaca procede de ejemplares de la raza «Polska Krowa Czerwona» (vaca roja de Polonia). El contenido de leche de vaca, en caso de que se emplee, no puede superar el 40 % de la leche utilizada para la producción.
Se separa el suero de la cuajada. Se coagula usando quimosina, se corta la cuajada y se deja sedimentar. Luego se escurre y se deja madurar. 
Una vez registrado, el producto llevará el distintivo de Denominación de Origen Protegida. En el envase de los productos destinados a la venta, además de la denominación «BRYNDZA PODHALAŃSKA», figurará el logotipo, o el logotipo junto con la inscripción «Denominación de Origen Protegida». Se admite la utilización de las siglas «DOP» en el embalaje.

## Características
El queso «Bryndza Podhalańska» pertenece al grupo de quesos blandos cuajados con quimosina. Puede ser de color blanco, blanco cremoso, o con un tono verde claro. Es un producto de sabor picante, salado o ligeramente salado y, a veces, ligeramente ácido. La producción de «Bryndza Podhalańska» tiene lugar, exclusivamente, desde mayo hasta septiembre.

## Fuente
- Solicitud de reconocimiento como DOP, publicada en el DOCE de 23.9.2006

- Datos: Q2838035